# Citroenstrookzwam
De citroenstrookzwam (Daedalea xantha) is een schimmel die behoort tot de familie Fomitopsidaceae. Het vruchtlichaam ontwikkelt zich op stammen, stronken en takken van dode naaldbomen, met name van Den, Spar en Larix. Hij veroorzaakt bruinrot.

## Taxonomie
Deze soort werd voor het eerst beschreven in 1815 door Elias Magnus Fries als Polyporus xanthus en werd in 1997 overgebracht naar het geslacht Daedalea door Anjali Roy en Asit Baran De.

## Kenmerken

### Uiterlijke kenmerken
Vruchtvorming
Eenjarige, aangrenzende vruchtlichamen groeien samen tot kleine of grote plekken die tot 5 mm dik zijn. Op een verticale ondergrond kunnen zich grote oppervlakken van talloze dakpansgewijze verspringende 'schijnhoedjes' ontwikkelen. De zwam is sterk aan aan het substraat gehecht, zacht als hij vers is, broos en kalkachtig na indrogen. De kale rand is wit en smal, vaak spinnenwebachtig, verdwijnend in oudere vruchtlichamen. Het hymeniale oppervlak is glad als het jong is en citroen- of zwavelgeel tot crème, bijna wit of bleek crème na drogen en dan kenmerkend gebarsten in vierkante stukjes van 5-15 mm lang en breed. Er zijn 5-7 ronde poriën per milimeter. De rechte of diagonale buisjes zijn meestal enkellaags, maar soms twee- of drielaags en dan aan elkaar vastgeplakt. Ze groeien 1-2,5 mm per jaar en tot 5 mm op verticale substraten. Het vruchtvlees is erg dun, 1-3 mm dik, witachtig, kalkachtig als het vers is, korrelig poederachtig na drogen, sterk blauw gekleurd of bijna zwart als het wordt blootgesteld aan jodium. De smaak van de zwam is zeer bitter.
Microscopische kenmerken
Er is een dimitisch hyfensysteem. Generatieve hyfen met gespen, dunwandig, hyaliene, 2–4 µm in diameter. Skelethyfen overheersen, recht tot licht golvend, zonder septen, onvertakt, zelden dichotoom vertakt, 3–6 µm in diameter. Geen cystidia, maar onopvallende, niet uitstekende cystidiolen worden tussen de basidia gevonden. Het is zwak amyloïde in Melzers reagens, maar deze reactie is alleen duidelijk zichtbaar op een grotere massa verse hyfen.

### Voorkomen en leefgebied
De citroenstrookzwam is wijd verspreid in Noord- en Midden-Amerika, Europa, Azië, Australië en Nieuw-Zeeland. Uit Afrika is één vondst bekend. De meeste waarnemingen zijn gedaan in Europa, vooral in West-Europa en het Scandinavisch Schiereiland. In Nederland en België komt de zwam vrij algemeen voor. Hij staat niet op de rode lijst en is niet bedreigd.